# Bielbog
Bielbog (skrives også Belbog, Bilobog, Byelbog eller Byelobog) betyder "den hvide gud", og han repræsenterer i vendisk mytologi det gode princip. Bielbog er en gammel hvidklædt herre med laurbærkrans. Han kæmpede mod Tjernobog.
| Mytologi | Spire Denne artikel om mytologi er en spire som bør udbygges. Du er velkommen til at hjælpe Wikipedia ved at udvide den. |